# Wickenrodt
 Wickenrodt là một đô thị thuộc huyện Birkenfeld, trong bang Rheinland-Pfalz, phía tây nước Đức. Đô thị Wickenrodt có diện tích 5,27 km², dân số thời điểm ngày 31 tháng 12 năm 2006 là 185 người.